# Bitwa na Manners Street
Bitwa na Manners Street – ironiczna nazwa bójki o podłożu rasistowskim pomiędzy żołnierzami nowozelandzkimi pochodzenia maoryskiego i amerykańskimi żołnierzami z Południa USA stoczonej 3 kwietnia 1943 roku na ulicy Manners Street w Wellington.
Żołnierze amerykańscy próbowali zabronić maoryskim żołnierzom wejścia do lokalu, który zajmowali. W starciu wzięło udział ponad tysiąc osób, a śmierć poniosło dwóch Amerykanów.